# Boks na Igrzyskach Dobrej Woli 1994
Wyniki zawodów bokserskich, które rozgrywane były w dniach: 23. lipca - 7. sierpnia 1994. roku w Petersburgu.

## Medaliści
| Kategoria wagowa               | Złoto                 | Srebro              | Brąz                                 |
| Waga papierowa (-48 kg)        | Manuel Mantilla       | Choi Yoon-wook      | Albert Guardado Eric Morel           |
| Waga musza (-51 kg)            | Waldemar Font         | Carlos Navarro      | Roman Podoprigora Kikmatulla Ahmedov |
| Waga kogucia (-54 kg)          | Vladislav Antonov     | Enrique Carrión     | Timofey Skryabin Raimkul Malakhbekov |
| Waga piórkowa (-57 kg)         | Ramaz Paliani         | Joel Casamayor      | Giovanni Giungato Claude Chinon      |
| Waga lekka (-60 kg)            | Paata Gwasalija       | Heiko Hinz          | Bruno Wartelle Larry Nichsolon       |
| Waga lekkopółśrednia (-63,5kg) | Héctor Vinent         | Nurhan Süleymanoğlu | Nordine Mouchi Oleg Saitow           |
| Waga półśrednia (-67 kg)       | Juan Hernández Sierra | Alexandr Shkalikov  | Daniel Santos Hans Janssen           |
| Waga junior średnia (-71 kg)   | Sergey Karavayev      | Juan Carlos Lemus   | Orhan Delibas Dirk Dzemski           |
| Waga średnia (-75 kg)          | Ariel Hernández       | Shane Swartz        | Stephen Beets Jr Aleksandr Lebziak   |
| Waga półciężka (-81 kg)        | Benjamin McDowell     | Diosvany Vega       | Dmitriy Linkov Yusuf Öztürk          |
| Waga ciężka (-91 kg)           | Félix Savón           | Sergey Mochalov     | Peer Mueller Sinan Şamil Sam         |
| Waga super ciężka (+91 kg)     | Aleksiej Lezin        | Lance Whitaker      | Erik Fuhrmann Ed Mahone              |